# روب كاربنتر
روب كاربنتر (بالإنجليزية: Rob Carpenter) هو لاعب كرة قدم أمريكية أمريكي، ولد في 20 أبريل 1955 في لانكستر في الولايات المتحدة.

## وصلات خارجية
- روب كاربنتر على موقع مرجع كرة القدم المحترفة.كوم (الإنجليزية)